# Ogasawarana
Ogasawarana é um género de gastrópode  da família Helicinidae.
Este género contém as seguintes espécies:
- Ogasawarana arata
- Ogasawarana capsula
- Ogasawarana chichijimana
- Ogasawarana comes
- Ogasawarana discrepans
- Ogasawarana habei
- Ogasawarana hirasei
- Ogasawarana metamorpha
- Ogasawarana microtheca
- Ogasawarana nitida
- Ogasawarana ogasawarana
- Ogasawarana optima
- Ogasawarana rex
- Ogasawarana yoshiwarana